# 蒙特羅斯縣 (圖庫曼省)

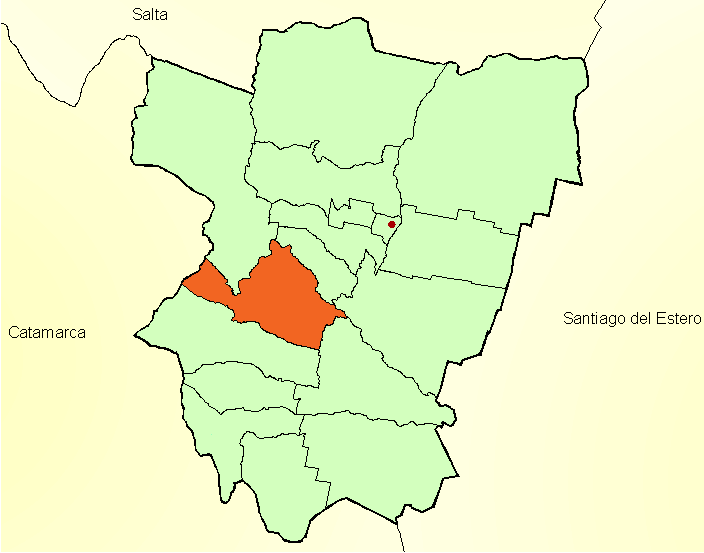

蒙特羅斯縣（西班牙語：Departamento Monteros），是阿根廷的縣份，位於該國西北部圖庫曼省，首府設於蒙特羅斯，西面是卡塔馬卡省，面積1,169平方公里，2010年人口63,641，人口密度每平方公里54.44人。
27°9′54″S 65°29′52″W / 27.16500°S 65.49778°W